# CompuServe
Pour les articles homonymes, voir CIS.
CompuServe (ou CompuServe Information Services, ou CIS), est le premier des grands fournisseurs de services en ligne aux États-Unis. Il domine le marché pendant les années 1980 puis reste un acteur important au milieu des années 1990, avant d'être mis sur la touche par des FAI comme AOL utilisant des environnements graphiques. Aujourd’hui la société agit en tant que FAI, appartenant à AOL. 
L'entreprise est aussi connue pour avoir mis au point un format d'image numérique très répandu, le GIF, en 1987, ainsi que pour avoir offert le premier service de courrier électronique et d'assistance sur ordinateur personnel au grand public en 1979.

## Historique
CompuServe est fondée en 1969 à Columbus dans l’Ohio sous le nom Compu-Serv Network, Inc. comme une filiale de l'entreprise Golden United Life Insurance, par deux étudiants de l'Université d'Arizona, Jeffrey Wilkins et John R. Goltz. Leur objectif est double : assurer un service après-vente de la société d'assurance-vie Golden United, et générer un revenu en louant l'accès à des mini-ordinateurs (PDP-8, PDP-10, PDP-15, etc.) en système de temps partagé. 
CompuServe devient indépendante en 1975 avant d’être acquise par le service de comptables pour particuliers H&R Block (en) en 1980[réf. nécessaire].
En 1979, CompuServe est la première entreprise à proposer un service de courrier électronique et du support technique en ligne. En 1980, elle est la première à proposer la messagerie instantanée sous le nom de CB Simulator[réf. nécessaire].
En 1969, la technologie d'accès par ligne commutée (connexion téléphonique) est relativement simple : le numéro de téléphone local à Cleveland est simplement celui d'une ligne téléphonique dédiée, et connectée à un système de temps partagé situé à Columbus. Plus tard, les modems sont connectés à des mini-ordinateurs DEC PDP-15 qui agissent comme des commutateurs pour qu'un numéro de téléphone ne soit pas lié à une destination particulière. Finalement, CompuServe développe ses propres paquets de commutation réseau, implémentés sur des mini-ordinateurs DEC PDP-11 agissant comme des nœuds qui sont installés à travers les États-Unis (et plus tard, dans d’autres pays) et interconnectés.
En 1982, le réseau est devenu suffisamment étendu pour qu'il soit possible de former une « Section de Services Réseau » pour fournir des possibilités de réseau dans une zone étendue aux clients. Ceci a permis aux clients de fournir des accès téléphoniques dans tout le pays à leurs propres hébergeurs, qui sont connectés au réseau CompuServe par une liaison X.25.
Plus tard, la société noue des alliances avec les réseaux publics nord-américains Tymnet (en) et Telenet, parmi d’autres, ce qui confère à CompuServe l'offre la plus large de connexion téléphonique. D’autres réseaux permettent à CompuServe d’accéder à encore plus de régions, y compris internationales, habituellement avec des surtaxes de temps de connexion substantielles. Il n’est pas inhabituel au début des années 1980 de débourser 30$ par heure pour se connecter à CompuServe, qui à l’époque coûtait 5 à 6$ par heure. En conséquence, la société recevait le surnom CompuSpend (spend signifie dépenser) ou Compu$erve.

## L’apogée
Au milieu des années 1980, CompuServe est le plus gros service en ligne au monde, si l'on excepte les quatre millions de postes du Minitel français. Les abonnements peuvent être souscrits en achetant, dans la plupart des magasins informatiques américains, une « boîte » contenant un guide d'utilisation et un compte d'essai. Le service connaît une exceptionnelle notoriété et continue d'améliorer ses interfaces et ses offres commerciales. En 1989 CompuServe achète et démantèle son concurrent principal : The Source (online service) (en).
CompuServe commence à s'étendre à l'extérieur des États-Unis, s'ouvrant ainsi au Japon en 1986 avec Fujitsu et Nisso Iwai, développant une version de CompuServe en japonais nommée NIFTYSERVE en 1989. Fujitsu et CompuServe codéveloppent WorldsAway (en), un prototype de communauté interactive avec un monde virtuel appelé maintenant VZones avec newHorizones et les mondes terminés Dreamscape avec des avatars représentant les participants. À la fin des années 1980, il est possible de se connecter au réseau de CompuServe  en utilisant le protocole de communication normalisé par commutation de paquet X.25, mais petit à petit l’entreprise a introduit son propre accès direct dans plusieurs pays, une solution plus économique. Avec l'extension de son réseau à l'international, Compuserve a accru ses capacités commerciales en ouvrant des branches à Munich et Londres.
En 1989, CompuServe est la première société à fournir un accès (limité) à Internet en connectant son système propriétaire de messagerie électronique au réseau informatique mondial. Au début des années 1990, les services de CompuServe sont très populaires et comptent des centaines de milliers d'utilisateurs à travers le monde qui visitent ses milliers de forums modérés, versions grand public des forums usenet alors essentiellement utilisés par les universitaires et les industriels.

## CompuServe en France
Compuserve lance ses services en France en novembre 1993. Mais à l'époque la connexion nécessite un appel téléphonique payant jusqu'à un central, aux frais de l'utilisateur. Celui-ci n'existe que dans les grandes villes, quand ce n'est pas à l'étranger. L'Express, puis un peu plus tard Le Monde, y ouvrent leurs premiers forums et l'utilisent comme un moyen supplémentaire pour alimenter leur courrier des lecteurs, et proposent parfois exceptionnellement à un auteur de publier dans leurs pages son texte électronique. Michel Tatu, responsable du service au Monde,  envisage même un moment d'éditer une sélection des meilleurs textes sur papier ou CD-ROM, mais l'idée n'aboutira pas en raison de la multiplicité d'autorisations à demander.
En avril 1995 Compuserve lance son service NetLauncher. L'utilisateur dispose alors d'une adresse électronique en protocole SMTP/POP3 et du navigateur SPRY Mosaic pour explorer le web. 
Le 15 décembre 1995 les services Compuserve sont reliés à l'internet via le réseau Transpac, avec un débit de 14,4 à 28,8 kbit/s. Un éditeur HTML en ligne permettait également de créer ses propres pages web en quelques minutes (l'adresse était http://ourworld.compuserve.com/homepages).
En 1996, deux formules d'abonnement : standard avec 5 heures gratuites à 9,95$ HT/mois (70 FF TTC), Super Value Plan avec 20 heures gratuites à 24,95$ HT  par mois (175 FF TTC) avec dans ce cas, l'heure supplémentaire à 1,95$ HT (13,5FF TTC) environ. Il n'y a que 15 numéros d'accès pour toute la France et il faut payer en plus le temps de communication. Il y a aussi un numéro national Transpac avec une unité téléphonique toutes les 2 minutes.
CompuServe connaît alors son apogée, mais ses difficultés commencent à se manifester. Par exemple, son magazine bimestriel envoyé par voie postale voit son nombre de pages diminuer, sa qualité de papier et d'impression baisser, pour finalement disparaître.
Compuserve est rachetée par AOL (America Online), qui reprend ses activités et son parc de clients, mais arrête ses services en France en novembre 2007.

## Les archives de CompuServe
Durant la Pandémie de Covid-19, les archives de CompuServe qui sont composées de 200 boîtes de documents sont mises en danger de destruction. Ces documents importants pour l'histoire de l'informatique sont récupérés et sauvés par le musée de l'Histoire de l'ordinateur .